# ملكمة
مَلْكَمَة أو جراب الملاكمة كيسٌ أو جرابٌ متينٌ محشوٌّ للتمرين على الملاكمة، له شكلٌ أسطوانيٌ، وهو مملوءٌ بمواد مختلفة ذات صلابة ملائمة.

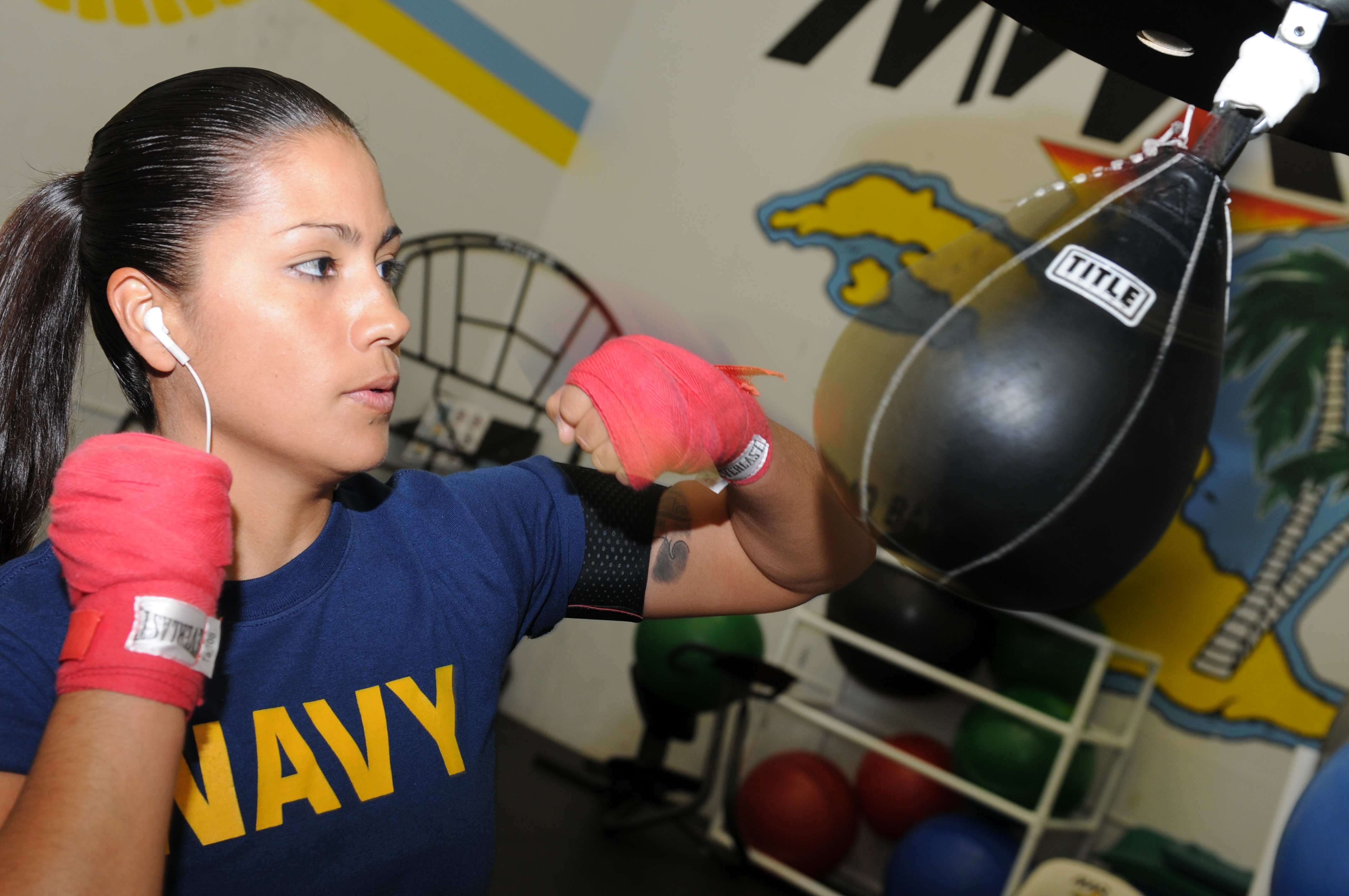
امرأة تتمرن بكرة السرعة